# Manglars de la Plataforma de Sonda
L'ecoregió de Manglars de la Plataforma Sonda, al bioma dels manglars, es troba a les costes de les illes de Borneo i l'est de Sumatra a Malàisia i Indonèsia. Són la llar del nassut.
A més de ser un hàbitat important per a la fauna terrestre i marina, els manglars tendeixen a conservar la forma del litoral.

## Flora
Hi ha més espècies vegetals aquí que a la majoria de boscos de manglars del món, amb cinc tipus diferents de manglars que dominen parts de la regió de la següent manera: espècies d'Avicennia i Sonneratia a la costa on l'aigua és més salada i el bany de marea més fort; Rizophora i Bruguiera a les zones pantanoses que hi ha darrere; i les palmeres de Nypa fruticans als rierols d'aigua dolça encara més cap a l'interior.
Al voltant de 28 espècies d'arbres de manglar creixen a l'ecoregió, incloent Aegiceras corniculatum, Avicennia alba, Avicennia lanata, Avicennia marina, Avicennia officinalis, Bruguiera cylindrica, Bruguiera gymnorhiza, Bruguiera parviflora, Bruguiera sexangula, Ceriops decandra, Cerioecaria agallops, Kandelia candel, Lumnitzera littorea, Lumnitzera racemosa, Nypa fruticans, Phoenix paludosa, Rhizophora apiculata, Rhizophora lamarckii, Rhizophora mucronata, Rhizophora stylosa, Scyphiphora hydrophyllacea, Sonneratia alba, Sonneratia caseolaris, Sonneratia ovata, Xylocarpus granatum, i Xylocarpus moluccensis.

## Fauna
Els mamífers dels manglars inclouen el nàsic (Nasalis larvatus), que és endèmic dels manglars de Borneo i les terres baixes adjacents, i està absent de Sumatra.
Els manglars són la llar de moltes aus, com ara el pigarg ventreblanc i el milà capblanc, i espècies d'agrons, corbs marins, corriols, escolopàcids, xatracs, suimangues, maniquís i ocells sastre.

## Amenaces i conservació
Els manglars són ecosistemes vulnerables, ja que es tallen arbres per a la fusta, la llenya i per netejar terres per a l'agricultura i el desenvolupament urbà, com ara la cria de decàpodes. Aquesta pèrdua d'hàbitat persisteix malgrat que els manglars formen part d'un gran nombre d'àrees protegides, com ara: al parc nacional de Borneo Bako a Malàisia i als parcs nacionals de Tanjung Puting i Gunung Palung a Indonèsia, i als parcs nacionals de Sumatra Berbak i Sembilang.
Les àrees protegides són les següents:
- Vista panoràmica del Parc Nacional BakoParc Nacional Bako
- Reserva Forestal Batumapun
- Parc Nacional de Berbak
- Reserva Forestal Binsuluk
- Reserva Forestal Bukau Api-Api

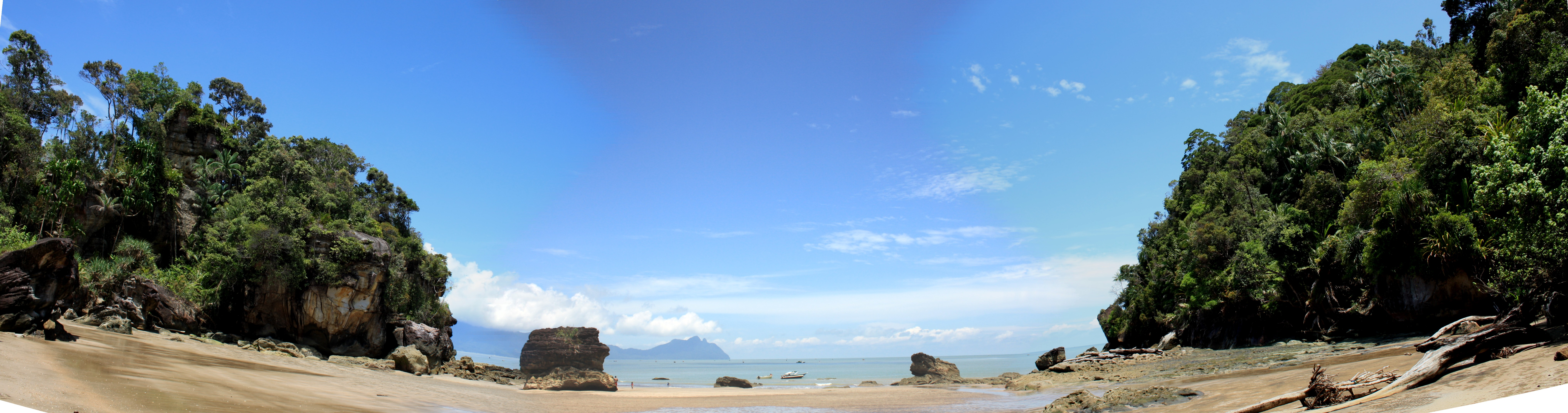
Vista panoràmica del Parc Nacional Bako

- Parc Forestal Bukit Soeharto Grand
- Parc Nacional Gunung Palung
- Parc Nacional Gunung Pueh
- Reserva Forestal Kabili Sepilok
- Reserva Forestal Klias
- Reserva Natural dels Aiguamolls Kota Kinabalu
- Reserva de vida silvestre Kuala Lupak
- Parc Nacional Kuching Wetlands
- Reserva Forestal Kulamba
- Parc Nacional Kutai
- Aiguamolls de Lower Kinabatangan-Segama
- Reserva Forestal Malawaring
- Parc Nacional Maludam
- Reserva Forestal Menumbok
- Reserva Natural Miri-Sibuti Coral Reef
- Reserva Natural Muara Kaman Sedulang
- Reserva Natural Nunukan
- Reserva Natural Pulau Siarau
- Parc Nacional Rajang Mangrove
- Reserva de vida silvestre Samunsam
- Parc Nacional Santubong
- Parc Nacional Sebangau
- Parc Nacional Sembilang
- Reserva Forestal Sepilok (Mangrove)
- Reserva Sibuti Wildlife
- Parc Nacional Similajau
- Reserva Natural Sungai Bulan dan Sungai Lulan
- Reserva Forestal Sungai Gologob
- Reserva Forestal Sungai Kapur
- Reserva Forestal Sungai Lasun & Pulau Evans
- Reserva Forestal Sungai Maruap
- Reserva Forestal Sungai Segama
- Reserva Forestal Sungai Serudong
- Reserva de vida salvatge Tabin Wildlife
- Parc Nacional Tanjung Datu
- Parc Nacional Tanjung Puting
- Reserva Forestal Tawau
- Reserva Forestal Teak Plantation
- Reserva Natural Teluk Adang
- Reserva Natural Teluk Apar
- Teluk Kelumpang, Reserva Forestal Selat Laut dan Selat Sebuku
- Reserva Forestal Teluk Pamukan
- Reserva Forestal Trusan Kinabatangan
- Parc Tun Mustapha
- Parc Nacional Ulu Sebuyau
- Reserva Forestal Umas Umas
- Reserva Forestal de Weston